# 361 a.C.
Il 361 a.C. (CCCLXI a.C. in numeri romani) è un anno  del IV secolo a.C.

## Eventi
- Roma
  - Consoli Gaio Sulpicio Petico e Gaio Licinio Calvo Stolone
  - Dittatore Tito Quinzio Peno Capitolino Crispino

## Nati
- Dionisio di Eraclea, sovrano greco antico († 306 a.C.)
- Filemone di Siracusa, poeta e drammaturgo siceliota († 263 a.C.)

## Morti
- Leostene, ammiraglio ateniese